# Грёнлунд, Тимо
Тимо Юхани Грёнлунд (фин. Timo Juhani Grönlund, 3 июля 1987, Китеэ, Финляндия) — финский и боливийский лыжник. Участвовал в зимних Олимпийских играх 2018 года.

## Биография
Тимо Грёнлунд родился 3 июля 1987 года в финском городе Китеэ.
Впервые стал на лыжи в 2-летнем возрасте. До 14 лет участвовал в соревнованиях по лыжным гонкам.
В 2010 году во время учёбы в Майами познакомился с боливийкой, на которой впоследствии женился. После свадьбы, состоявшейся в 2011 году в Ла-Пасе, семья вернулась в Майами. В 2014 году после окончания учёбы Грёнлунд и его жена поселились в Ла-Пасе.
В Боливии Грёнлунд начал заниматься триатлоном. В середине 2016 года Федерация лыжного спорта и альпинизма Боливии предложила ему представлять страну на международных соревнованиях. В ноябре-декабре 2017 года он выступал в шести турнирах в Финляндии, где завоевал олимпийскую лицензию. Выступает за «Андино» из Ла-Паса.
В 2018 году вошёл в состав сборной Боливии на зимних Олимпийских играх в Пхёнчхане. Выступал в лыжных гонках. На дистанции 15 км свободным ходом занял 105-е место среди 116 финишировавших, показав результат 43 минуты 18,4 секунды. Грёнлунд уступил 9 минут 34,5 секунды победителю — Дарио Колонье из Швейцарии. Был знаменосцем сборной Боливии на церемонии закрытия Олимпиады.
В 2019 году участвовал в чемпионате мира в Зефельде-ин-Тироль и занял 128-е место в спринте.

## Семья
Жена — Лени Хуаман, есть двое детей — сын Остин и дочь Венла.